# Autoanalisi
Autoanalisi è l'unico album del gruppo musicale italiano Forzanove, pubblicato nel 1981.

## Tracce
1. Autoanalisi – 2:49
2. Un mattino – 3:48
3. Hai vinto tu – 3:34
4. Lo specchio – 3:13
5. Avessi un paio d'ali – 2:44
6. Fermatevi un po' – 4:48
7. Deserto – 5:29
8. Coming with a travelling band – 3:50

Testi di Piero Bianco, Musiche di Claudio Causin

## Formazione
- Claudio Causin - chitarra e voce
- Piero Bianco - basso e voce
- Mauro Pascal - tastiere
- Maurizio Bovo - batteria